# 布里斯托航空56C號班機事故
布里斯托航空56C號班機是英國布里斯托直昇機公司的一條接載石油公司員工從蘇格蘭亞伯丁前往北海油田鑽油台採油，並以直昇機執行的航班。1995年1月19日，一架歐洲直昇機公司的超級美洲豹直昇機機前往北海油田途中，因遭雷擊以致被迫在海上迫降，機上18人全部獲救。

## 背景
北海油田位於英國及挪威之間，由於海底蘊含豐富的石油，因此吸引歐洲多國的石油公司前往開採。當地擁有數十個鑽油台，要前往鑽油台工作除了乘船外，便只有乘直昇機直接抵達。抵達鑽油台的員工需要逗留在當地工作數天甚至數星期不等，加上當地天氣長年不穩，在當地工作十分危險，因此石油公司在所屬的鑽油台均提供舒適的環境及設備讓員工享用。而由於歷來發生過不少直昇機事故，因此員工必須接受逃難演習。

## 經過
事發當日，布里斯托56C班機載著16名德州馬拉松石油公司的員工，從最接近油田的蘇格蘭城市亞伯丁出發，航程約需飛行500公里。當天當直昇機飛行至一半航程時，天氣急轉直下，直昇機飛進一片積雲後便遭雷電擊中尾旋翼。失去了尾旋翼提供的扭力，令機身急速旋轉。為了停止機身旋轉，機員無計可施下唯有將主旋翼停止運轉，直昇機因此必須迫降於海上，機上18人即時棄機登上充氣救生艇。但位於亞伯丁的航空交通管制的雷達已無法探測直昇機的位置，加上天氣惡劣，救援直昇機及船隻根本難以找到出事地點。最後，在附近同公司的一架直昇機確認了出事位置，並引導附近一艘船隻拯救海上的18人，他們除了疲累外，並無受傷。

## 事故之後
調查人員在檢視過直昇機的殘骸後，發現由複合材料製造的尾旋翼是導致這次事故的主因，葉片邊緣附有金屬防腐蝕條的尾旋翼令直昇機承受雷擊的龐大能量。而事故前一天，亦有冰雹現象，冰雹在降下時與上升的水點及小冰塊摩擦產生異常大的靜電，再加上直昇機飛過現場，旋翼與空氣摩擦亦令旋翼帶電，結果直昇機的旋翼首當其衝。而事故發生後，布里斯托直昇機公司馬上更換旗下直昇機的有關零件，所有員工加薪500元。
這次事故被輯製成空中浩劫第三季第七集的「失控的直昇機」，也是空中浩劫系列中第一件涉及直昇機的事故。